# 十分の一税
十分の一税（じゅうぶんのいちぜい、英: tithe）とは、ユダヤ人やキリスト教徒等が宗教組織を支援するため支払う、ある物の十分の一の部分のこと。（一般に）自発的な寄付・租税・徴税として支払われる。什一税（じゅういちぜい）とも。
なお、アリストテレス名義の『経済学』第2巻や、『孟子』などにも見られるように、収入の十分の一を税として国家・共同体に納めるという仕組み自体は、イスラエル地域・ユダヤ人独特のものではなく、古代の地中海地域全般や、古代中国などでも広く行われていたものである。
今日、十分の一税は通常、現金・小切手・株式による支払い（什一献金）であるが、歴史的には農作物での支払いが可能であった。ヨーロッパでは、いくつかの教会に什一献金を認めて税制に連動した正規の工程として機能する国々もある。

## 歴史
『旧約聖書』の「レビ記」・「申命記」では、全ての農作物の10％が神のものであると説かれている。これを根拠に教皇庁は十分の一税を徴収した。シリア正教会は『シリア正教カテキズム』で、十分の一税を教えている。しかし、ローマ法にはこの規定がなく、あくまでも自由意志に基づく納付であるとする見解も存在し、同じキリスト教国であってもビザンツ帝国では課税されていなかった。
一方、旧西ローマ帝国および西ヨーロッパ世界では、8世紀前半までに十分の一税を教皇に収める慣習が根付いていた。585年のフランク王国の司教会議では、十分の一税の納付を怠るものは破門できるものとした。779年にはカール大帝がヘルスタル勅令を出して、十分の一税はフランク王国に住む全住人が教会に納めるべき税金であると定め、以後一般的な税の一つとなった。カロリング朝時代にキリスト教徒が司教区に払う税として定着。各地の司教が徴税の決定権を持った。
ただ、中世後期になると徴税権が一種の封として封建領主に与えられたり、徴税請負人に売買されることもあった。さらに、国王がその権限を接収して自己の財源にあてる例も見られた。
フルドリッヒ・ツヴィングリは宗教改革で、十分の一税を否定し、自発的に捧げられる自由献金を主張した。フランスのユグノーはナント勅令のとき自分たちの教会を持つことは許されたが、ローマ・カトリック教会にも十分の一税を納めなければならなかった。国教会から分離したプロテスタントの自由教会が形成されて、自発的な献金によって教会が運営されるようになった。